# Hydraena
Hydraena es un género de escarabajos de la familia Hydraenidae.

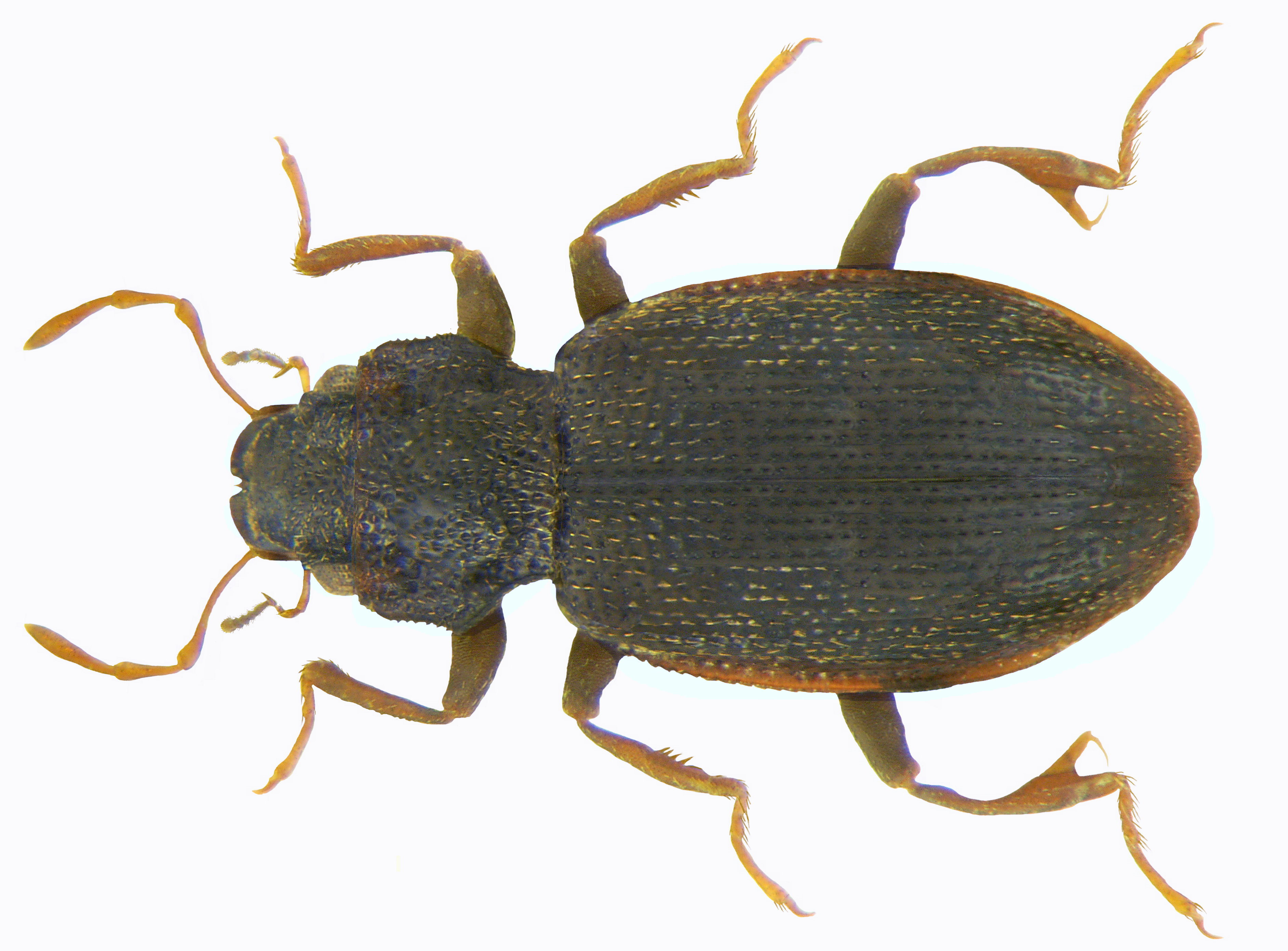
Hydraena wolfi, macho

Hay más de 990 especies descritas.

## Especies
- Hydraena abbasigili
- Hydraena abdita
- Hydraena abyssinica
- Hydraena accurata
- Hydraena achaica
- Hydraena acicula
- Hydraena acumena
- Hydraena adelbertensis
- Hydraena adrastea
- Hydraena aethaliensis
- Hydraena affirmata
- Hydraena affusa
- Hydraena africana
- Hydraena akameku
- Hydraena akbesiana
- Hydraena albai
- Hydraena alberti
- Hydraena alcantarana
- Hydraena algerina
- Hydraena alia
- Hydraena aliciae
- Hydraena allomorpha
- Hydraena alluaudi
- Hydraena alpicola
- Hydraena altamirensis
- Hydraena altapapua
- Hydraena alternata
- Hydraena alterra
- Hydraena alticola
- Hydraena altiphila
- Hydraena amazonica
- Hydraena ambiflagellata
- Hydraena ambigua
- Hydraena ambiosina
- Hydraena ambohitantely
- Hydraena ambra
- Hydraena ambripes
- Hydraena ambroides
- Hydraena americana
- Hydraena amidensis
- Hydraena ampla
- Hydraena amplexa
- Hydraena amplipunctata
- Hydraena anaphora
- Hydraena anatolica
- Hydraena ancylis
- Hydraena ancyrae
- Hydraena andalusa
- Hydraena andranomena
- Hydraena andreinii
- Hydraena angulicollis
- Hydraena angulosa
- Hydraena angustata
- Hydraena anisonycha
- Hydraena antaria
- Hydraena antiatlantica
- Hydraena antiochena
- Hydraena antsahabe
- Hydraena apertista
- Hydraena apexa
- Hydraena appalachicola
- Hydraena appetita
- Hydraena aquila
- Hydraena arabica
- Hydraena arachthi
- Hydraena arcta
- Hydraena arenicola
- Hydraena argutipes
- Hydraena ariana
- Hydraena arizonica
- Hydraena armata
- Hydraena armatura
- Hydraena armeniaca
- Hydraena armipalpis
- Hydraena armipes
- Hydraena aroensis
- Hydraena arta
- Hydraena arunensis
- Hydraena ascensa
- Hydraena assimilis
- Hydraena ateneo
- Hydraena athertonica
- Hydraena atlantica
- Hydraena atrata
- Hydraena atroscintilla
- Hydraena attaleiae
- Hydraena audisioi
- Hydraena aulaarta
- Hydraena aurita
- Hydraena australica
- Hydraena australula
- Hydraena austrobesa
- Hydraena avuncula
- Hydraena bacchusi
- Hydraena bactriana
- Hydraena bakriensis
- Hydraena balearica
- Hydraena balfourbrownei
- Hydraena balkei
- Hydraena balli
- Hydraena barbipes
- Hydraena barricula
- Hydraena barrosi
- Hydraena bedeli
- Hydraena belgica
- Hydraena beniensis
- Hydraena benjaminus
- Hydraena bensae
- Hydraena bergeri
- Hydraena bergsteni
- Hydraena berthelemyana
- Hydraena berytus
- Hydraena beyarslani
- Hydraena bicarina
- Hydraena bicarinova
- Hydraena bicolorata
- Hydraena bicuspidata
- Hydraena bidefensa
- Hydraena bifunda
- Hydraena bihamata
- Hydraena biimpressa
- Hydraena billi
- Hydraena bilobata
- Hydraena biltoni
- Hydraena bimagua
- Hydraena birendra
- Hydraena biseptosa
- Hydraena bisinuata
- Hydraena bisinuloba
- Hydraena bispica
- Hydraena bispinosa
- Hydraena bisulcata
- Hydraena bitruncata
- Hydraena bituberculata
- Hydraena biundulata
- Hydraena blackburni
- Hydraena blancae
- Hydraena bodemeyeri
- Hydraena boetcheri
- Hydraena bolivari
- Hydraena boliviana
- Hydraena bononiensis
- Hydraena borbonica
- Hydraena bosnica
- Hydraena brachymera
- Hydraena bractea
- Hydraena bractoides
- Hydraena brahman
- Hydraena breedlovei
- Hydraena breviceps
- Hydraena brevis
- Hydraena britteni
- Hydraena brittoni
- Hydraena bromleyae
- Hydraena browni
- Hydraena bubi
- Hydraena bubulla
- Hydraena bucollis
- Hydraena bulgarica
- Hydraena buloba
- Hydraena buquintana
- Hydraena buscintilla
- Hydraena busuanga
- Hydraena calcarifera
- Hydraena californica
- Hydraena campbelli
- Hydraena canakcioglui
- Hydraena canticacollis
- Hydraena capacis
- Hydraena capensis
- Hydraena capetribensis
- Hydraena cappadocica
- Hydraena caprivica
- Hydraena capta
- Hydraena carbonaria
- Hydraena carica
- Hydraena carinocisiva
- Hydraena carinulata
- Hydraena carmellita
- Hydraena carniolica
- Hydraena casacolumna
- Hydraena castanea
- Hydraena castanescens
- Hydraena cata
- Hydraena catalonica
- Hydraena catherinae
- Hydraena caucasica
- Hydraena cavifrons
- Hydraena cephalleniaca
- Hydraena cervisophila
- Hydraena challeti
- Hydraena cheesmanae
- Hydraena chenae
- Hydraena chersonesica
- Hydraena cherylbarrae
- Hydraena chiapa
- Hydraena chiesai
- Hydraena chifengi
- Hydraena chobauti
- Hydraena christinae
- Hydraena christoferi
- Hydraena ciliciensis
- Hydraena circulata
- Hydraena cirrata
- Hydraena cirratoides
- Hydraena clarinis
- Hydraena claudia
- Hydraena clavicula
- Hydraena clavigera
- Hydraena clavulata
- Hydraena clemens
- Hydraena clinodorsa
- Hydraena clystera
- Hydraena cochabamba
- Hydraena colchica
- Hydraena colombiana
- Hydraena colorata
- Hydraena colymba
- Hydraena compacta
- Hydraena compressipilis
- Hydraena concepcionica
- Hydraena concinna
- Hydraena confluenta
- Hydraena confusa
- Hydraena connexa
- Hydraena contorta
- Hydraena contracolorata
- Hydraena converga
- Hydraena coomani
- Hydraena cooperi
- Hydraena cooperoides
- Hydraena copulata
- Hydraena cordata
- Hydraena cordiformis
- Hydraena cordispina
- Hydraena corinna
- Hydraena cornelli
- Hydraena corrugis
- Hydraena coryleti
- Hydraena costiniceps
- Hydraena crepidoptera
- Hydraena cristatigena
- Hydraena croatica
- Hydraena cryptostoma
- Hydraena crystallina
- Hydraena cubista
- Hydraena cultrata
- Hydraena cunicula
- Hydraena cunninghamensis
- Hydraena curta
- Hydraena curtipalpis
- Hydraena curvipes
- Hydraena curvosa
- Hydraena cuspidicollis
- Hydraena cyclops
- Hydraena cygnus
- Hydraena czernohorskyi
- Hydraena dalmatina
- Hydraena damascena
- Hydraena dariensis
- Hydraena darwini
- Hydraena d-concava
- Hydraena d-destina
- Hydraena debeckeri
- Hydraena decepta
- Hydraena decipiens
- Hydraena decolor
- Hydraena decui
- Hydraena delia
- Hydraena deliquesca
- Hydraena delvasi
- Hydraena densa
- Hydraena dentipalpis
- Hydraena dentipes
- Hydraena devillei
- Hydraena devincta
- Hydraena diadema
- Hydraena diazi
- Hydraena diffusa
- Hydraena dilutipes
- Hydraena dilutipoides
- Hydraena dimorpha
- Hydraena dinosaurophila
- Hydraena discreta
- Hydraena disparamera
- Hydraena divisa
- Hydraena dochula
- Hydraena dolichogaster
- Hydraena dorrigoensis
- Hydraena draconisaurati
- Hydraena dudgeoni
- Hydraena duodecimata
- Hydraena duohamata
- Hydraena ebriimadli
- Hydraena ecuadormica
- Hydraena egoni
- Hydraena eichleri
- Hydraena einsteini
- Hydraena elementaria
- Hydraena elephanta
- Hydraena elisabethae
- Hydraena eliya
- Hydraena emarginata
- Hydraena emineae
- Hydraena epeirosi
- Hydraena epipleurata
- Hydraena errina
- Hydraena erythraea
- Hydraena eryx
- Hydraena esquinita
- Hydraena essentia
- Hydraena euboia
- Hydraena eucnemis
- Hydraena evanescens
- Hydraena evansi
- Hydraena exarata
- Hydraena exasperata
- Hydraena excisa
- Hydraena exhalista
- Hydraena exilipes
- Hydraena expedita
- Hydraena explanata
- Hydraena extorris
- Hydraena falcata
- Hydraena farsensis
- Hydraena fasciata
- Hydraena fascinata
- Hydraena fasciola
- Hydraena fasciolata
- Hydraena fasciopaca
- Hydraena favulosa
- Hydraena fenestella
- Hydraena ferethula
- Hydraena feryi
- Hydraena feuerborni
- Hydraena fijiensis
- Hydraena filum
- Hydraena finita
- Hydraena finki
- Hydraena finniganensis
- Hydraena fiorii
- Hydraena fischeri
- Hydraena flagella
- Hydraena fluvicola
- Hydraena foliobba
- Hydraena fontana
- Hydraena fontiscarsavii
- Hydraena formosopala
- Hydraena formula
- Hydraena forticollis
- Hydraena fortipes
- Hydraena fosterorum
- Hydraena franklyni
- Hydraena freitagi
- Hydraena frenzeli
- Hydraena fritzi
- Hydraena frondsicola
- Hydraena fulgidicollis
- Hydraena funda
- Hydraena fundacta
- Hydraena fundaequalis
- Hydraena fundapta
- Hydraena fundarca
- Hydraena fundata
- Hydraena fundextra
- Hydraena furcula
- Hydraena furthi
- Hydraena gaditana
- Hydraena galatica
- Hydraena galea
- Hydraena gattolliati
- Hydraena gavarrensis
- Hydraena geminya
- Hydraena genumorpha
- Hydraena genuvela
- Hydraena georgiadesi
- Hydraena geraldneuhauseri
- Hydraena gereckei
- Hydraena germaini
- Hydraena glassmani
- Hydraena gnatella
- Hydraena gnatelloides
- Hydraena goldschmidti
- Hydraena gracilidelphis
- Hydraena gracilis
- Hydraena graciloides
- Hydraena grandis
- Hydraena graphica
- Hydraena grata
- Hydraena grebennikovi
- Hydraena gregalis
- Hydraena gressa
- Hydraena griphus
- Hydraena grouvellei
- Hydraena grueberi
- Hydraena guadelupensis
- Hydraena guangxiensis
- Hydraena guatemala
- Hydraena guentheri
- Hydraena guilin
- Hydraena gynaephila
- Hydraena habitiva
- Hydraena hainzi
- Hydraena haitensis
- Hydraena hajeki
- Hydraena hamifera
- Hydraena hansreuteri
- Hydraena hayashii
- Hydraena helena
- Hydraena hendrichi
- Hydraena hera
- Hydraena hernandoi
- Hydraena herzogestella
- Hydraena heterogyna
- Hydraena hiekei
- Hydraena hillaryi
- Hydraena hintoni
- Hydraena hinundungan
- Hydraena hispanica
- Hydraena holdhausi
- Hydraena hornabrooki
- Hydraena hortensis
- Hydraena hosiwergi
- Hydraena hosseinieorum
- Hydraena huangshanensis
- Hydraena huitongensis
- Hydraena humanica
- Hydraena hunanensis
- Hydraena hungarica
- Hydraena huonica
- Hydraena hyalina
- Hydraena hynesi
- Hydraena hypipamee
- Hydraena ibalimi
- Hydraena iberica
- Hydraena idema
- Hydraena iheya
- Hydraena ilamensis
- Hydraena ilica
- Hydraena imbria
- Hydraena impala
- Hydraena imperatrix
- Hydraena impercepta
- Hydraena impressicollis
- Hydraena inancala
- Hydraena inapicipalpis
- Hydraena incisiva
- Hydraena incista
- Hydraena incurva
- Hydraena indiana
- Hydraena indica
- Hydraena infoveola
- Hydraena ingens
- Hydraena inhalista
- Hydraena injectiva
- Hydraena innuda
- Hydraena inopinata
- Hydraena inplacopaca
- Hydraena insandalia
- Hydraena inseriata
- Hydraena insita
- Hydraena insolita
- Hydraena insularis
- Hydraena integra
- Hydraena intensa
- Hydraena intermedia
- Hydraena intraangulata
- Hydraena inusta
- Hydraena invicta
- Hydraena iriomotensis
- Hydraena isabelae
- Hydraena isolinae
- Hydraena ispirensis
- Hydraena iterata
- Hydraena jacobsoni
- Hydraena jaechiana
- Hydraena jaegeri
- Hydraena jailensis
- Hydraena janczyki
- Hydraena janeceki
- Hydraena janssensi
- Hydraena jengi
- Hydraena jilanzhui
- Hydraena jivaro
- Hydraena johncoltranei
- Hydraena jojoorculloi
- Hydraena jubata
- Hydraena jubilata
- Hydraena kadowakii
- Hydraena kahleni
- Hydraena kakadu
- Hydraena kamitei
- Hydraena karinkukolae
- Hydraena karmai
- Hydraena kasyi
- Hydraena kaufmanni
- Hydraena kellymilleri
- Hydraena khnzoriani
- Hydraena kilimandjarensis
- Hydraena kitayamai
- Hydraena knischi
- Hydraena kocheri
- Hydraena kodadai
- Hydraena koje
- Hydraena koma
- Hydraena krasnodarensis
- Hydraena kroumiriana
- Hydraena kucinici
- Hydraena kuehnelti
- Hydraena kurdistanica
- Hydraena kwangsiensis
- Hydraena labropaca
- Hydraena lagamba
- Hydraena lapidicola
- Hydraena lapissectilis
- Hydraena larissae
- Hydraena larsoni
- Hydraena lascrucensis
- Hydraena lassulipes
- Hydraena latebricola
- Hydraena latisoror
- Hydraena lazica
- Hydraena leechi
- Hydraena leei
- Hydraena legorskyi
- Hydraena lehmanni
- Hydraena leonhardi
- Hydraena leprieuri
- Hydraena levantina
- Hydraena levifurcata
- Hydraena ligulipes
- Hydraena lilianae
- Hydraena limbobesa
- Hydraena limpidicollis
- Hydraena liriope
- Hydraena longicollis
- Hydraena longiloba
- Hydraena loripes
- Hydraena lotti
- Hydraena lubrica
- Hydraena lucasi
- Hydraena lucernae
- Hydraena ludovicae
- Hydraena luminicollis
- Hydraena luridipennis
- Hydraena lusitana
- Hydraena lycia
- Hydraena macedonica
- Hydraena maculicollis
- Hydraena maculopala
- Hydraena madronensis
- Hydraena magna
- Hydraena magnessa
- Hydraena magnetica
- Hydraena mahavavona
- Hydraena mahensis
- Hydraena malagricola
- Hydraena malickyi
- Hydraena malkini
- Hydraena manabica
- Hydraena manaslu
- Hydraena manfredjaechi
- Hydraena manguao
- Hydraena manjakatompo
- Hydraena manulea
- Hydraena manuloides
- Hydraena marawaka
- Hydraena marcosae
- Hydraena marginicollis
- Hydraena mariannae
- Hydraena marinae
- Hydraena maroccana
- Hydraena marojejy
- Hydraena martensi
- Hydraena martinschoepfi
- Hydraena maryae
- Hydraena masatakai
- Hydraena matthiasi
- Hydraena matyoti
- Hydraena maureenae
- Hydraena mauriciogarciai
- Hydraena mazamitla
- Hydraena mecai
- Hydraena melas
- Hydraena mercuriala
- Hydraena meschniggi
- Hydraena metzeni
- Hydraena mexicana
- Hydraena mianminica
- Hydraena michaelbalkei
- Hydraena mignymixys
- Hydraena millerorum
- Hydraena miniretia
- Hydraena mintrita
- Hydraena minutissima
- Hydraena mitchellensis
- Hydraena miyatakei
- Hydraena modili
- Hydraena monikae
- Hydraena monscassius
- Hydraena monstruosipes
- Hydraena monteithi
- Hydraena morio
- Hydraena motzfeldi
- Hydraena mouzaiensis
- Hydraena mpumalanga
- Hydraena muelleri
- Hydraena muezziginea
- Hydraena multiarcuata
- Hydraena multiloba
- Hydraena multimurata
- Hydraena multispina
- Hydraena mylasae
- Hydraena namiae
- Hydraena namibiensis
- Hydraena nanocolorata
- Hydraena nanopala
- Hydraena nanoscintilla
- Hydraena nanula
- Hydraena natiforma
- Hydraena neblina
- Hydraena needhami
- Hydraena neoaccurata
- Hydraena nevermanni
- Hydraena newtoni
- Hydraena nielshaggei
- Hydraena nigra
- Hydraena nigrita
- Hydraena nike
- Hydraena nilguenae
- Hydraena nitidimenta
- Hydraena nivalis
- Hydraena nomenipes
- Hydraena notsui
- Hydraena novacula
- Hydraena numidica
- Hydraena nurabadensis
- Hydraena nuratauensis
- Hydraena oaxaca
- Hydraena oblio
- Hydraena occidentalis
- Hydraena occitana
- Hydraena ofella
- Hydraena okapa
- Hydraena okinawensis
- Hydraena olidipastoris
- Hydraena ollopa
- Hydraena optica
- Hydraena orchis
- Hydraena orchisa
- Hydraena orcula
- Hydraena ordishi
- Hydraena orientalis
- Hydraena ortali
- Hydraena orthosia
- Hydraena oscillata
- Hydraena otiarca
- Hydraena ovata
- Hydraena owenobesa
- Hydraena oxiana
- Hydraena ozarkensis
- Hydraena pachyptera
- Hydraena pacifica
- Hydraena pacificica
- Hydraena paeminosa
- Hydraena pagaluensis
- Hydraena paganettii
- Hydraena pajarita
- Hydraena pakistanica
- Hydraena pala
- Hydraena palamita
- Hydraena palawanensis
- Hydraena pallidula
- Hydraena palustris
- Hydraena pamirica
- Hydraena pamphylia
- Hydraena pangaei
- Hydraena pantanalensis
- Hydraena paraguayensis
- Hydraena parciplumea
- Hydraena particeps
- Hydraena parva
- Hydraena parvipalpis
- Hydraena parvispinosa
- Hydraena parysatis
- Hydraena paucistriata
- Hydraena paulmoritz
- Hydraena pavicula
- Hydraena paxillipes
- Hydraena peckorum
- Hydraena pectenata
- Hydraena pedroaguilerai
- Hydraena pegopyga
- Hydraena pelops
- Hydraena pensylvanica
- Hydraena pentarubra
- Hydraena penultimata
- Hydraena perkinsi
- Hydraena perlonga
- Hydraena perpunctata
- Hydraena persica
- Hydraena pertransversa
- Hydraena peru
- Hydraena pesici
- Hydraena petila
- Hydraena phainops
- Hydraena phallerata
- Hydraena phallica
- Hydraena phassilyi
- Hydraena philippi
- Hydraena philyra
- Hydraena phoenicia
- Hydraena photogenica
- Hydraena pici
- Hydraena picula
- Hydraena pilimera
- Hydraena pilipes
- Hydraena pilobova
- Hydraena pilotumida
- Hydraena pilulambra
- Hydraena pindica
- Hydraena pisciforma
- Hydraena planata
- Hydraena plastica
- Hydraena platycnemis
- Hydraena platynaspis
- Hydraena platysoma
- Hydraena plaumanni
- Hydraena plumipes
- Hydraena pluralticola
- Hydraena plurifurcata
- Hydraena polita
- Hydraena pontequula
- Hydraena pontica
- Hydraena porchi
- Hydraena porcula
- Hydraena praetermissa
- Hydraena premordica
- Hydraena pretneri
- Hydraena prieto
- Hydraena princeps
- Hydraena processa
- Hydraena producta
- Hydraena proesei
- Hydraena profunda
- Hydraena prokini
- Hydraena propria
- Hydraena prusensis
- Hydraena pseudocirrata
- Hydraena pseudopalawanensis
- Hydraena pseudoriparia
- Hydraena puetzi
- Hydraena pugillista
- Hydraena pulchella
- Hydraena pulsatrix
- Hydraena punctata
- Hydraena puncticollis
- Hydraena punctilata
- Hydraena putearius
- Hydraena pygmaea
- Hydraena quadrata
- Hydraena quadricollis
- Hydraena quadricurvipes
- Hydraena quadriplumipes
- Hydraena quatriloba
- Hydraena quechua
- Hydraena queenslandica
- Hydraena quetiae
- Hydraena quilisi
- Hydraena quintana
- Hydraena quirao
- Hydraena ramuensis
- Hydraena ramuquintana
- Hydraena ranarilalatianai
- Hydraena randriamihajai
- Hydraena ranomafana
- Hydraena ravoandrina
- Hydraena receptiva
- Hydraena reflectiva
- Hydraena regimbarti
- Hydraena remulipes
- Hydraena renalisa
- Hydraena reticulata
- Hydraena reticulobesa
- Hydraena reticuloides
- Hydraena reticulositis
- Hydraena revelovela
- Hydraena reverberata
- Hydraena reyi
- Hydraena rhinoceros
- Hydraena rhodia
- Hydraena riberai
- Hydraena richardimbi
- Hydraena rigua
- Hydraena ripaeaureae
- Hydraena riparia
- Hydraena rivularis
- Hydraena robusta
- Hydraena rosannae
- Hydraena rubridentata
- Hydraena rubrifurcata
- Hydraena rudallensis
- Hydraena rufipennis
- Hydraena rufipes
- Hydraena rugosa
- Hydraena ruinosa
- Hydraena rukiyeae
- Hydraena sabella
- Hydraena saga
- Hydraena sagatai
- Hydraena sahlbergi
- Hydraena saluta
- Hydraena samia
- Hydraena samnitica
- Hydraena sanagergelyae
- Hydraena sanfilippoi
- Hydraena sanvicentensis
- Hydraena sappho
- Hydraena sardoa
- Hydraena satoi
- Hydraena sautakei
- Hydraena sauteri
- Hydraena scabra
- Hydraena scabrosa
- Hydraena schawalleri
- Hydraena schilfii
- Hydraena schillhammeri
- Hydraena schmidi
- Hydraena schoedli
- Hydraena schoenmanni
- Hydraena schubertorum
- Hydraena schuelkei
- Hydraena schuleri
- Hydraena scintilla
- Hydraena scintillabella
- Hydraena scintillamima
- Hydraena scintillapicta
- Hydraena scintillarca
- Hydraena scintillutea
- Hydraena scitula
- Hydraena scolops
- Hydraena scopula
- Hydraena sculponea
- Hydraena scythica
- Hydraena sebastiani
- Hydraena sepikramuensis
- Hydraena septemlacuum
- Hydraena serpentina
- Hydraena serricollis
- Hydraena serripennis
- Hydraena servilia
- Hydraena sexarcuata
- Hydraena sexsuprema
- Hydraena sharmai
- Hydraena sharpi
- Hydraena shorti
- Hydraena sicula
- Hydraena sidon
- Hydraena sierra
- Hydraena similis
- Hydraena simonidea
- Hydraena simplicata
- Hydraena simplicicollis
- Hydraena simplipes
- Hydraena singaporensis
- Hydraena sinope
- Hydraena sinuatipes
- Hydraena smyrnensis
- Hydraena socius
- Hydraena solarii
- Hydraena solodovnikovi
- Hydraena sordida
- Hydraena spangleri
- Hydraena spatula
- Hydraena speciosa
- Hydraena spinipes
- Hydraena spinissima
- Hydraena spinobesa
- Hydraena splecoma
- Hydraena squalida
- Hydraena stefani
- Hydraena steineri
- Hydraena stellula
- Hydraena storeyi
- Hydraena striolata
- Hydraena stussineri
- Hydraena subacuminata
- Hydraena subgrandis
- Hydraena subimpressa
- Hydraena subina
- Hydraena subinflata
- Hydraena subinoides
- Hydraena subintegra
- Hydraena subinura
- Hydraena subirregularis
- Hydraena subjuncta
- Hydraena sublamina
- Hydraena sublapsa
- Hydraena subsequens
- Hydraena supersexa
- Hydraena supina
- Hydraena szechuanensis
- Hydraena takin
- Hydraena takutu
- Hydraena tarsotricha
- Hydraena tarvisina
- Hydraena tatii
- Hydraena tauricola
- Hydraena taxila
- Hydraena tekmanensis
- Hydraena tenjikuana
- Hydraena tenuis
- Hydraena tenuisella
- Hydraena tenuisoror
- Hydraena terebrans
- Hydraena terralta
- Hydraena testacea
- Hydraena tetana
- Hydraena textila
- Hydraena thienemanni
- Hydraena thola
- Hydraena tholasoris
- Hydraena thumbelina
- Hydraena thumbelipes
- Hydraena thyene
- Hydraena tiara
- Hydraena tibiodentipes
- Hydraena tibiopaca
- Hydraena tobogan
- Hydraena torosopala
- Hydraena torquata
- Hydraena torricellica
- Hydraena transvallis
- Hydraena trapezoidalis
- Hydraena triaequalis
- Hydraena tricantha
- Hydraena trichotarsa
- Hydraena tricosipes
- Hydraena tridigita
- Hydraena tridisca
- Hydraena triloba
- Hydraena trinidensis
- Hydraena triparamera
- Hydraena tripartita
- Hydraena tritropis
- Hydraena tritutela
- Hydraena truncata
- Hydraena tsushimaensis
- Hydraena tubuliphallis
- Hydraena tucumanica
- Hydraena tuolumne
- Hydraena turcica
- Hydraena turrialba
- Hydraena tyrrhena
- Hydraena ulna
- Hydraena umbolenta
- Hydraena unca
- Hydraena undevigintioctogintasisyphos
- Hydraena undulata
- Hydraena uniforma
- Hydraena unita
- Hydraena upsilonica
- Hydraena uzbekistanica
- Hydraena vadosa
- Hydraena valentini
- Hydraena vandykei
- Hydraena variopaca
- Hydraena vedrasi
- Hydraena vela
- Hydraena velvetina
- Hydraena venezuela
- Hydraena verberans
- Hydraena verstraeteni
- Hydraena victoriae
- Hydraena vietnamensis
- Hydraena virginalis
- Hydraena vladimiri
- Hydraena vodozi
- Hydraena vulgaris
- Hydraena waldheimi
- Hydraena wangi
- Hydraena wangmiaoi
- Hydraena watanabei
- Hydraena wattsi
- Hydraena weigeli
- Hydraena weiri
- Hydraena wencke
- Hydraena wewalkai
- Hydraena williamsensis
- Hydraena wittmeri
- Hydraena wolfi
- Hydraena wrasei
- Hydraena xingu
- Hydraena yangae
- Hydraena yonaguniensis
- Hydraena yosemitensis
- Hydraena yoshitomii
- Hydraena youngi
- Hydraena ypsilon
- Hydraena yunnanensis
- Hydraena zapatina
- Hydraena zelandica
- Hydraena zetteli
- Hydraena zezerensis
- Hydraena zimbabwensis
- Hydraena zwicki